# Georg Florschütz
Georg Heinrich Julius Emil Florschütz (* 4. April 1860 in Hagen; † 22. November 1943) war ein deutscher Jurist und Präsident des Konsistoriums in Hannover (1910–1924).

## Leben
Geboren als zweites Kind des damaligen Kreisrichters Paul Florschütz besuchte Georg Florschütz ab Ostern 1866 die Schule in Hagen, dann die Bürgerschule in Schwelm, das Johannes-Gymnasium in Breslau, das Friedrich-Wilhelm-Gymnasium und das Askanische Gymnasium in Berlin, wo er im März 1881 das Abitur ablegte. Am 1. April 1881 trat er als Einjährig-Freiwilliger in das Grenadier-Regiment „König Friedrich III.“ (2. Schlesisches) Nr. 11 in Breslau ein. Anschließend studierte er Rechtswissenschaften in Breslau, Heidelberg, Leipzig und Berlin. Ab 1884 war er Referendar in Haspe, Hagen, Breslau und Kiel. Im Februar 1889 bestand er das Assessorexamen. Er wurde Hilfsrichter beim Landgericht Kiel, wurde aber schon am 21. Dezember 1891 als Hilfsarbeiter in das Konsistorium in Kiel berufen und dort 1892 zum Konsistorialassessor, 1897 zum Konsistorialrat ernannt. Am 1. Mai 1906 wechselte er als Oberkonsistorialrat nach Hannover und wurde dort am 19. Dezember 1910 zum Präsidenten des Konsistoriums ernannt. Bei der Neuorganisation der Landeskirche und Auflösung des Konsistoriums zum 31. Oktober 1924 trat er in den Ruhestand.